# Bror Sandstedt
Bror Johan Sandstedt, född 15 mars 1907 i Sandhem i Skaraborgs län, död 19 juli 1967 i Nora, var en svensk skulptör och målare.
Han var son till lantbrukaren Karl Sandstedt och Kristina Andersdotter och från 1931 gift med Anny Kristina Holmkvist. Sandstedt använde sig av ovanliga tekniker när han skapade sina verk, bland annat gned han växtdelar mot färgen på duken eller använde fingrarna för att skapa sina motiv. Som skulptör arbetade han huvudsakligen i trä och försökte följa det greniga träets form i sitt skapande. Separat ställde han ut i bland annat Nora, Striberg, Grythyttan, Ulricehamn och Lindesberg. Bland hans offentliga arbeten märks ett krucifix för kapellet i Greksåsar samt en dopfunt till Grythyttans kyrka. Han tilldelades Örebro läns journalistförbunds stipendium två gånger. Hans konst består av stilleben och landskap. 